# グリエルモ・ゴンザーガ
グリエルモ・ゴンザーガ（Gulielmo Gonzaga, 1538年4月24日 - 1587年4月14日）は、マントヴァ公（在位：1550年 - 1587年）。グリエルモ1世・ゴンザーガとも呼ばれる。モンフェッラート侯としてはグリエルモ10世で、ゴンザーガ家初のモンフェッラート公である。

## 生涯
フェデリーコ2世・ゴンザーガとモンフェッラート侯女マルゲリータ・パレオロギの次男として生まれた。兄はフランチェスコ3世・ゴンザーガ。モンフェッラート侯パレオロギ家の血を引く彼が、モンフェッラート公位を継いだ。
グリエルモは聖歌に非常に興味をもち、ジョヴァンニ・ダ・パレストリーナとの交流が知られる。彼はマントヴァに新しい巨大なサンタ・バルバラ礼拝堂を建て、ジャケス・デ・ヴェルトやパレストリーナの音楽を演奏させた。1583年、ブラウンシュヴァイク＝ヴォルフェンビュッテル侯ユリウスからヴェネツィアのカ・ヴェンドラミン・カレルジ宮殿を購入した。

## 子女
1561年4月26日、神聖ローマ皇帝フェルディナント1世の娘エレオノーラと結婚。3子をもうけた。
- ヴィンチェンツォ1世・ゴンザーガ（1562年 - 1612年）
- マルゲリータ（1564年 - 1618年） - フェラーラ公アルフォンソ2世・デステ妃
- アンナ・カテリーナ（1566年 - 1621年） - オーストリア大公フェルディナント2世（母エレオノーラの兄）妃。皇帝マティアスの皇后アンナ・フォン・ティロルの母。